# بییالدمیرو
بییالدمیرو (به اسپانیایی: Villaldemiro) یک شهرستان در اسپانیا است که در استان بورگس واقع شده‌است.

## خصوصیات
بییالدمیرو ۱۳ کیلومترمربع مساحت و ۷۰ نفر جمعیت دارد.